# 国際法学会
一般財団法人 国際法学会（こくさいほうがっかい、英語: Japanese Society Of International Law (JSIL)）は、日本の学術研究団体の一つ。

## 概要
1897年3月4日設立。学術研究団体としての種別は単独学会である。法学を学術研究領域とし、国際公法、国際私法および国際政治・外交史の理論と実践に関する研究を行うことにより、「国際平和の維持及び国際正義の確立に貢献」することを目的として設立された。
国際会議としてThe International Four Societies Conferenceを共催、その他の国際活動として韓国国際法学会との交流を行っている。

## 沿革
- 1897年 - 国際法学会設立。
- 1941年 - 財団法人国際法学会へ移行。
- 2013年 - 一般財団法人国際法学会へ移行。

## 刊行物

### 国際法外交雑誌
- 誌名（和文）：国際法外交雑誌
- 誌名（欧文）：The Journal of International Law and Diplomacy
- 創刊年：1902
- 資料種別：ジャーナル（査読付き論文を含む）
- 使用言語：日英混在
- 発行形態：印刷体
- 著作権帰属先：学会
- クリエイティブコモンズ：定めていない
- 購読：有料